# Pycnandra fastuosa
Pycnandra fastuosa là một loài thực vật có hoa trong họ Hồng xiêm. Loài này được (Baill.) Vink miêu tả khoa học đầu tiên năm 1957.